# Seznam členů páté Grónské zemské rady
Pátá Grónská zemská rada se sešla pětkrát:
| Severní inspektorát Grónska      | Jižní inspektorát Grónska        |
| -------------------------------- | -------------------------------- |
| 7. července – 14. července 1933  | 29. července – 8. August 1933    |
| 14. července – 19. července 1934 | 10. července – 20. července 1934 |
| 29. června – 9. července 1936    | 25. června – 9. července 1936    |
| 26. července – 2. August 1937    | 5. července – 14. července 1937  |
| 28. července – ? 1938            | 12. července – ? 1938            |

V roce 1935 se nekonala žádná schůze. Konec schůze v roce 1938 není znám.

## Členové
| Severní inspektorát Grónska | Severní inspektorát Grónska | Severní inspektorát Grónska | Severní inspektorát Grónska | Severní inspektorát Grónska | Severní inspektorát Grónska | Severní inspektorát Grónska | Severní inspektorát Grónska | Severní inspektorát Grónska | Severní inspektorát Grónska                              |
| Volební obvod               | Jméno člena                 | Rok narození                | Povolání                    | 1933                        | 1934                        | 1936                        | 1937                        | 1938                        | Poznámky                                                 |
| --------------------------- | --------------------------- | --------------------------- | --------------------------- | --------------------------- | --------------------------- | --------------------------- | --------------------------- | --------------------------- | -------------------------------------------------------- |
| 1                           | Johannes Filemonsen         | 1886                        | Lovec                       | (•)                         | •                           | •                           | •                           | •                           | Volby 1933 neplatné; zvolen pouze v doplňovacích volbách |
| 1                           | Karl Karlsen                | ?                           | ?                           | ―                           |                             |                             |                             |                             | Volby 1933 neplatné; zvolen pouze v doplňovacích volbách |
| 2                           | Lars Lundblad               | 1900                        | Lovec                       | •                           | •                           | •                           | •                           | •                           |                                                          |
| 2                           | ?                           | ?                           | ?                           |                             |                             |                             |                             |                             | neznámý                                                  |
| 3                           | Søren Kaspersen             | 1896                        | Starší katecheta            | •                           | •                           | •                           | •                           | —                           |                                                          |
| 3                           | ?                           | ?                           | ?                           |                             |                             |                             |                             | —                           | neznámý                                                  |
| 3                           | Nikolaj Rosing              | 1912                        | Učitel                      | ―                           | ―                           | ―                           | ―                           | •                           | Zvolen v doplňovacích volbách 1938                       |
| 4                           | Jonas Petersen              | 1898                        | Starší katecheta            | •                           | •                           | •                           | •                           | •                           |                                                          |
| 4                           | ?                           | ?                           | ?                           |                             |                             |                             |                             |                             | neznámý                                                  |
| 5                           | Boye Thomsen                | 1892                        | katecheta                   | •                           | •                           | •                           | •                           | •                           |                                                          |
| 5                           | ?                           | ?                           | ?                           |                             |                             |                             |                             |                             | neznámý                                                  |
| 6                           | Peter Street                | 1902                        | Starší katecheta            |                             | •                           |                             |                             |                             |                                                          |
| 6                           | Mathæus Nielsen             | 1897                        | Vedoucí                     | •                           |                             | •                           | •                           | •                           |                                                          |
| 7                           | Morten P. Porsild           | 1872                        | Vedoucí stanice/Biolog      | •                           | •                           | •                           | •                           | •                           |                                                          |
| 7                           | ?                           | ?                           | ?                           |                             |                             |                             |                             |                             | neznámý                                                  |
| 8                           | Hans Petersen               | 1899                        | Udstedsverwalter            | (•)                         | •                           | •                           | •                           | •                           | Volby 1933 neplatné; zvolen pouze v doplňovacích volbách |
| 8                           | ?                           | ?                           | ?                           |                             |                             |                             |                             |                             | neznámý                                                  |
| 9                           | Jørgen Johansen             | 1905                        | Lovec                       | •                           | •                           | •                           | •                           | •                           |                                                          |
| 9                           | ?                           | ?                           | ?                           |                             |                             |                             |                             |                             | neznámý                                                  |
| 10                          | Samuel Møller               | 1885                        | Starší katecheta            | •                           | •                           | •                           | •                           | •                           |                                                          |
| 10                          | Johan Zeeb                  | ?                           | ?                           | ―                           |                             |                             |                             |                             | Volby 1933 neplatné; zvolen pouze v doplňovacích volbách |
| 11                          | Rasmus Kleemann             | 1902                        | Lovec                       | •                           | ―                           | ―                           | ―                           | ―                           | Volby 1933 neplatné                                      |
| 11                          | David Kristiansen           | 1903                        | Lovec                       | ―                           | •                           | •                           | •                           | •                           | Zvolen v doplňovacích volbách                            |
| 11                          | Elias Lauf                  | 1894                        | Pastor                      | ―                           |                             |                             |                             |                             | Zvolen v doplňovacích volbách                            |
| 12                          | Hendrik Olsen               | 1901                        | Udstedsverwalter            |                             | •                           |                             |                             |                             |                                                          |
| 12                          | Hans Nielsen                | 1891                        | Udstedsverwalter            |                             |                             | •                           | •                           | •                           |                                                          |
| Jižní inspektorát Grónska   |                             |                             |                             |                             |                             |                             |                             |                             |                                                          |
| Volební obvod               | Jméno člena                 | Rok narození                | Povolání                    | 1933                        | 1934                        | 1936                        | 1937                        | 1938                        | Poznámky                                                 |
| 1                           | Sophus Hansen               | 1904                        | Udstedsverwalter            |                             | •                           | •                           |                             | ―                           |                                                          |
| 1                           | Josva Kleist                | 1879                        | Starší katecheta            | •                           |                             |                             | •                           | ―                           |                                                          |
| 1                           | Ferdinand Knudsen           | 1911                        | Udstedsverwalter            | ―                           | ―                           | ―                           | ―                           | •                           | Zvolen v doplňovacích volbách 1938                       |
| 1                           | ?                           | ?                           | ?                           | ―                           | ―                           | ―                           | ―                           |                             | Zvolen v doplňovacích volbách 1938; neznámý              |
| 2                           | Kristoffer Salomonsen       | 1888                        | Lovec                       | •                           | •                           | •                           | •                           | •                           |                                                          |
| 2                           | ?                           | ?                           | ?                           |                             |                             |                             |                             |                             | neznámý                                                  |
| 3                           | Niels Lynge                 | 1880                        | Pastor                      | •                           | •                           | •                           | •                           | •                           |                                                          |
| 3                           | ?                           | ?                           | ?                           |                             |                             |                             |                             |                             | neznámý                                                  |
| 4                           | Axel Laurent-Christensen    | 1895                        | Obvodní lékař               | •                           | •                           |                             | •                           |                             |                                                          |
| 4                           | Pavia Høegh                 | 1886                        | Tesař                       |                             |                             | •                           |                             | •                           |                                                          |
| 5                           | Otto Egede                  | 1889                        | Lovec                       | •                           | •                           | •                           | •                           | •                           |                                                          |
| 5                           | ?                           | ?                           | ?                           |                             |                             |                             |                             |                             | neznámý                                                  |
| 6                           | Gerhard Egede               | 1892                        | Pastor                      |                             | •                           | •                           | •                           | •                           |                                                          |
| 6                           | Sem Petersen                | 1879                        | katecheta                   | •                           |                             |                             |                             |                             |                                                          |
| 7                           | Hans Petersen               | 1895                        | Lovec                       |                             | •                           | •                           | •                           | •                           |                                                          |
| 7                           | ?                           | ?                           | ?                           |                             |                             |                             |                             |                             | neznámý                                                  |
| 8                           | Kristoffer Lynge            | 1894                        | Redaktor                    | •                           | •                           | •                           |                             | •                           |                                                          |
| 8                           | ?                           | ?                           | ?                           |                             |                             |                             | ―                           | ―                           | neznámý                                                  |
| 8                           | Lars Egede                  | 1894                        | Lovec                       | ―                           | ―                           | ―                           | •                           |                             | Zvolen v doplňovacích volbách 1937                       |
| 9                           | Ole Petersen                | 1894                        | Úředník                     | •                           | •                           |                             | •                           | •                           |                                                          |
| 9                           | Pavia Petersen              | 1904                        | katecheta                   |                             |                             |                             |                             | •                           | zastupoval Ole Petersena pouze dočasně v roce 1938       |
| 10                          | David Rosing                | 1906                        | Lovec                       | •                           | •                           | •                           | •                           | •                           |                                                          |
| 10                          | ?                           | ?                           | ?                           |                             |                             |                             |                             |                             | neznámý                                                  |
| 11                          | Karl Mathiasen              | 1893                        | Lovec                       | •                           |                             | ―                           | ―                           | ―                           | Rezignoval v roce 1934                                   |
| 11                          | Elias Kleist                | 1904                        | Lovec                       |                             | •                           | •                           | •                           | •                           |                                                          |